# Porto Sant'Elpidio
 (mai 2020).
Si vous disposez d'ouvrages ou d'articles de référence ou si vous connaissez des sites web de qualité traitant du thème abordé ici, merci de compléter l'article en donnant les références utiles à sa vérifiabilité et en les liant à la section « Notes et références ».
Porto Sant'Elpidio est une ville italienne d'environ  26 360 habitants, située dans la province de Fermo, dans la région Marches, en Italie centrale. C'est la deuxième municipalité la plus peuplée de la province après le chef-lieu.

## Géographie
Son tissu urbain s'est principalement développé au rythme de la côte maritime, en suivant les deux principales routes côtières : la SS 16 et la ligne ferroviaire de l'Adriatique.
La forme allongée du territoire est délimitée au nord et au sud respectivement par les rivières Chienti et Tenna.
À la suite de la forte augmentation démographique de ces dernières années, le développement se poursuit sur les pentes basses qui montent sur les collines et sur les collines elles-mêmes ; les hameaux Corva et Cretarola peuplent, en effet, les collines les plus importantes du territoire de la ville.

## Histoire
Porto Sant'Elpidio est devenue une municipalité autonome le 14 novembre 1952, lorsque la ville de Sant'Elpidio a Mare a été divisée en deux districts administratifs après la Seconde Guerre mondiale. 
Certaines fouilles dans la zone interne de la municipalité (Fonteserpe, Pescolla, Pian Di Torre) ont fait de nombreuses découvertes archéologiques importantes, qui confirment la présence de certaines sépultures villanoviennes.
De la période médiévale, il existe des cartes dans lesquelles on peut lire dès 1500-1600 l'existence d'un petit village sur la côte, du nom de « Porto San Lupidio », avec une mer poissonneuse et non loin du castrum Castri, une forteresse militaire détruite à l'époque médiévale. Malgré le passage des années et l'immigration continue du Sud de l'Italie, le village est resté assez petit jusqu'en 1952, lorsqu'il a obtenu l'indépendance municipale de Sant'Elpidio a Mare, en changeant son nom de « Porto di Sant'Elpidio a Mare » en « Porto Sant'Elpidio ».
La gare ferroviaire d'État a également favorisé une très forte augmentation de la population et de l'immigration en provenance du Sud. Un événement lié au chemin de fer a été la visite de la ville du prince Umberto Ier de Savoie. On se souvient de son nom dans une section de la route nationale 16 qui traverse complètement la ville. 
Un autre événement important a été l'inondation des années 1950. À cette époque, les pluies torrentielles gonflaient les lits des fossés présents et l'absence totale de système d'égouts aggravait le problème. En un peu plus d'une journée, une grande quantité de boue et d'eau a envahi les rues, empêchant l'arrivée des secours et détruisant de nombreuses maisons pauvres, tout en rendant de nombreuses cultures inutilisables. La reprise après cette catastrophe a été lente, mais la vie a repris peu après.

### L'église Maria Addolorata e il prodigio
Construite en 1548 sur la route de Sant'Elpidio a Mare jusqu'au Borgo Marinaro (aujourd'hui Porto Sant'Elpidio), la petite église rurale rassemblait les fidèles de la communauté mère de la Collegiata della Parrocchia di S. Elpidio Abate.
Le long de la route curviligne, d'où le nom de "la Corva", il y avait un petit groupe de maisons qui se rassemblaient pour la messe les dimanches et jours fériés dans la nouvelle église.
En 1745, l'archevêque de Fermo, le cardinal Alessandro Borgia, jugea nécessaire, lors d'une visite pastorale, de prêter davantage attention aux personnes qui vivaient le long du village et surtout le long de la route, si loin de l'église mère, et ordonna l'agrandissement de la petite église rurale avec la construction d'une maison paroissiale.
Avec un taureau le 6 novembre de la même année, il a été érigé à Cappellania Curata, détachant ainsi une partie du peuple de l'Église Mère de Sant'Elpidio a Mare.
Les services paroissiaux n'ont pas été pleinement réalisés avant le 15 septembre 1888, jour de Notre-Dame des Douleurs, lorsque le curé de la Corva a obtenu la permission de célébrer tous les sacrements dans cette église, y compris la Confirmation, célébrée pour la première fois dans cette église en 1889.
Le titre de la paroisse est dédié à Notre-Dame des Douleurs, car cette petite église de campagne a été témoin d'un miracle. Le premier à tracer les lignes de cette histoire fut d. Nicola Catini, qui, en tant que curé en 1904, rassembla toutes les informations alors disponibles dans un manuscrit intitulé Brevi memorie della Chiesa rurale di S. Maria della Corva in Sant’Elpidio a mare. 

### Le miracle
En 1829, Don Filippo Toscani est recteur de l'église Corva. Le Simulacre de la Vierge Marie était placé, comme d'habitude, dans son urne en bois, fermé, et ses bras étaient croisés sur sa poitrine.
Alors que le prêtre commençait la célébration de la Sainte Messe à 6h30 le 25 juillet 1829, l'église étant bondée de fidèles pour la fête de Saint Jacques, un grand bruit est venu de l'urne. Tous les gens, comme par instinct, se sont tournés vers l'endroit d'où venait le bruit et ont vu que la porte s'ouvrait d'elle-même et que les bras du Simulacre s'étendaient vers l'avant.
Toutes les personnes présentes se sont mises à crier le miracle et des voix de joie se sont élevées en larmes.
Le prêtre a dû appeler au silence à plusieurs reprises afin de terminer la célébration de la Sainte Messe. Dès qu'il a terminé le Saint Sacrifice et récité la litanie de la Vierge, le prêtre lui-même a essayé de remettre ses bras au bon endroit et de fermer l'urne, mais cela n'a pas été possible.
La nouvelle de ce fait s'est répandue en un éclair et a attiré, non seulement du territoire de la Corva, mais aussi des villages voisins, une grande multitude de personnes, qui sont venues en pèlerinage pour visiter Notre-Dame et ont rapporté de nombreuses grâces.
Ce fait a été pleinement cru par tous jusqu'en 1881, car plusieurs personnes qui avaient été témoins oculaires étaient encore en vie.
Au moment du miracle, un procès canonique a également été célébré par l'église de Fermana, qui a reconnu le miracle comme vrai. Les documents de ce procès ont cependant été perdus.
En 1904, des célébrations solennelles ont été organisées à l'occasion du 75e anniversaire de cet événement miraculeux. La façade de l'église a également été reconstruite, la chapelle dédiée à la Vierge Marie a été décorée et la nouvelle robe en soie pure brodée à l'or fin a été refaite au Simulacre de la Vierge Marie. 
Sanctuaire Mariano
À la suite de la dévotion et de la vénération populaires qui se sont répandues dans tout le diocèse le 21 juin 1958, par décret de l'archevêque de Fermo Mons. Norberto Perini, étant curé de la paroisse Don Giuseppe Benvignati, dit Don Pino, l'église de S. Maria della Corva a été élue au Santuario Mariano.
Bien que la petite église de la Corva conserve toujours son caractère simple et rural, le Sanctuaire a connu un agrandissement considérable au fil du temps. En 1977, une salle annexe a été construite pour augmenter la capacité du sanctuaire, qui a été baptisée Sala fede e lavoro. La salle a également été utilisée pour des conférences et des activités pastorales. L'église a également été restructurée, avec la création d'une précieuse mosaïque qui place élégamment la niche où est aujourd'hui vénéré le Simulacre de Notre-Dame des Douleurs.
Le développement du Sanctuaire est dû avant tout à l'initiative et à l'action pastorale du curé Don Pino, bien-aimé et dont tous les paroissiens se souviennent encore aujourd'hui avec affection.
Dans les années 80, sous l'impulsion de Don Mario Moriconi et de Don Luigino Marchionni, le rôle des laïcs dans la paroisse s'est fortement développé, avec la formation du groupe des catéchistes, des ministres de la Sainte-Communion, la promotion de l'Action catholique et de nombreuses initiatives de type agrégatif (célèbres sont les "sketches", le carnaval et les jeux populaires), qui ont fait de la paroisse non seulement le pôle religieux, mais aussi le point de référence social et culturel du quartier.
Dans les années 90, la maison paroissiale a été rénovée et les "stanzette", les salles de catéchisme actuelles, ont été agrandies. Au cours de ces mêmes années, l'Association Mosaico a été formée par le curé de l'époque, Don Giuseppe Mei, qui a promu la création de la crèche paroissiale et la représentation sacrée de la Passion du Seigneur, connue sous le nom de "La condamnation du juste". Dans les mêmes années naît le Palio dell'Addolorata qui, en l'honneur des célébrations paroissiales, voit encore les cinq quartiers de la paroisse s'affronter : le Carro, le Grappolo, la Spiga, le Pozzo et la Villa Maroni. Très apprécié également est le défilé de la contrade qui évoque avec leurs vêtements la vie et le travail des premières années du XXe siècle.
Après 2000, la salle derrière le Sanctuaire, appelée "Salle Paolo VI", a été construite. Dans les mêmes années, sous l'impulsion de Don Rocco Elia, la "Corale Polifonica Città di Porto S. Elpidio" est née. La mort prématurée du curé est commémorée par le festival de musique et de chant choral qui lui est consacré et qui est promu par la chorale elle-même.
Récemment, d'importants travaux de rénovation ont été réalisés dans la salle Don Pino et dans une partie du sanctuaire, tant à l'intérieur qu'à l'extérieur.

## Économie
Au début du XXe siècle, la construction du moulin à engrais FIM a entraîné une augmentation considérable de la production et de l'économie locale, qui était auparavant principalement basée sur la pêche et l'agriculture.
Une toute première et très importante contribution à l'économie du port est venue de la noble aristocrate Costanza Maggiori, fille du comte Giovanni Maggiori Colonna, descendant de la très noble famille corse qui compte Ugo Colonna (Prince de Corse) comme son fondateur. La tradition veut qu'il descende de Gaius Jules César par la linéarité des comtes de Tuscolo des gens Julia. Costanza était propriétaire foncier et fondateur de la banque de la ville, plus tard incorporée à la Cassa di Risparmio di Fermo, ses possessions s'étendaient sur presque toute la ville dans le passé. Parmi les neveux de Costanza, on se souvient de l'industriel romain Enzo Benigni. L'industrie de la chaussure s'est développée, tandis que le secteur agricole a perdu de son importance.
L'industrie de la chaussure contribue à environ 70 % de l'économie du pays, en comptant les marques de mode italiennes les plus prestigieuses telles que Loriblu, Le Silla, Malloni et bien d'autres.
Dans certaines zones au sud (appelées Faleriense), la pêche est encore pratiquée dans une moindre mesure. Le secteur du tourisme d'été et de la baignade se développe.

## Population
La municipalité de Porto Sant'Elpidio n'a jamais eu qu'une population locale, des elpidiens d'origine il ne reste pas grand monde : en effet la municipalité, avec la construction de l'Engrais FIM et la présence de terres agricoles encore fertiles ont attiré beaucoup de gens de toute l'Italie, permettant un fort échange culturel et donc un changement de population. La municipalité accueille de nombreux immigrants étrangers venant principalement de Chine, d'Inde et des côtes africaines. 

## Associations
La "Casa del Volontariato" abrite toutes les principales associations bénévoles présentes sur le territoire municipal. La principale association est l'A.P. Croce Verde, section "Sandro Garbini". 

## Culture
- Teatro delle Api inauguré en 2006, dont Neri Marcorè est le directeur artistique. Pendant la saison d'été, il y a le festival international de théâtre pour enfants "I teatri del mondo".

## Monuments et patrimoine
- Villa Maroni, maison de la famille homonyme de propriétaires terriens dans le hameau de Corva.
- Villa Baruchello, accueille d'intenses activités culturelles et conférences.
- Villa Murri, résidence historique, construite au début du XIXe siècle par les comtes Sinibaldi, est passée vers 1880 aux comtes magistrats de Fermo et en 1920 à la famille Murri, qui l'a vendue à la municipalité en 1953. Le réalisateur italien Mauro Bolognini a mis en scène la scène finale du film La Grande Bourgeoise, inspiré par l'histoire vraie de certains membres de la famille Murri qui y vivaient.
- La Villa Fanny est l'une des nombreuses maisons de propriétaires terriens qui ont possédé les terres après la dynastie Maroni dans les hameaux de Corva et Fonteserpe.
- Lido tre case.
- Cineteatro Modeno, situé dans le centre-ville : construit dans les années 1930, il a été actif jusqu'au début des années 1980.
- L'église Santa Maria Addolorata, construite en 1548, était à l'origine une église rurale. En 1745, elle est devenue la Cappellina Curata. À la suite d'un miracle et de l'engagement du curé Don Giuseppe Benvignati (Don Pino), a été élue sanctuaire marial.
- Église de la Santissima Annunziata, construite en 1789.

## Sport
Le 28 mai 1992, la 4e étape du Tour d'Italie 1992 s'est achevée à Porto Sant'Elpidio avec la victoire de Mario Cipollini.
L'équipe de football de Porto Sant'Elpidio joue en Serie D, les autres équipes sont : Pinturetta Falcor (première catégorie), Vis Faleria (deuxième catégorie), Recreativo Porto Sant'Elpidio (troisième catégorie), Corva 2008 (troisième catégorie) et Nuova Faleria Calcio (troisième catégorie).
Le club le plus important de la ville est le Porto Sant'Elpidio Basketball qui a été promu en 2002 dans le championnat national de B2 et qui bénéficie d'un public considérable. Après la réforme des championnats de basket-ball depuis la saison 2015/16, il participe régulièrement à la Serie B (le 3e championnat italien de basket-ball).
En 2000 et 2001, le motoclub de Porto Sant'Elpidio (Moto Club Centauro, fondé en 1949) a participé au championnat du monde 125cc avec son compatriote Alessandro Brannetti. Le club de motards serait le deuxième club sportif de la ville encore actif après l'équipe de football (1947).
Le 11 mai 2012, 20 ans après la victoire de Mario Cipollini au Tour d'italie 1992, la course cycliste revient dans la ville côtière et se termine sur le front de mer avec la victoire de Miguel Rubiano Chavez.
Depuis 5 ans dans cette ville, il y a les championnats italiens d'aquathlon et de triathlon et aussi la « TRIKIDS CUP ».

## Administration
| Période                                  | Période       | Identité              | Étiquette                    | Qualité |
| ---------------------------------------- | ------------- | --------------------- | ---------------------------- | ------- |
| 6 juin 1993                              | 27 avril 1997 | Valeria Montecassiano | Parti démocrate de la gauche |         |
| Les données manquantes sont à compléter. |               |                       |                              |         |

### Autres informations administratives
Il fait partie de la zone territoriale n. 11 de Fermo de l'Azienda Sanitaria Unica Regionale delle Marche (en abrégé Z.T. n. 11 - A.S.U.R. Marche).
C'est le siège du district sanitaire n. 1, qui comprend également les municipalités de Sant'Elpidio a Mare et Monte Urano. 

### Hameaux
Marina Picena, Corva, Cretarola, Faleriense

### Communes limitrophes
Civitanova Marche, Fermo, Sant'Elpidio a Mare

## Jumelages
- Trogir[4]
- Várpalota[5]